# Bulacan State University

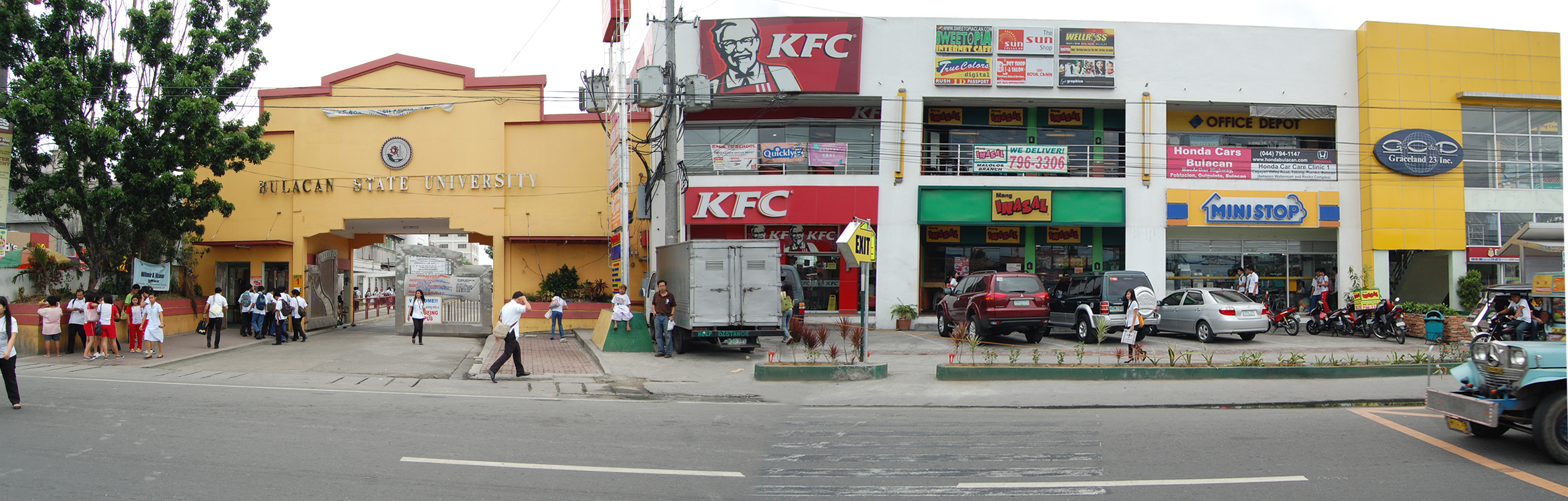
Eingangsportal in Malolos City

Die Bulacan State University (kurz BSU, BulSU, BULSU) befindet sich in der Provinz Bulacan auf den Philippinen. Sie gilt als eine bedeutende tertiäre Bildungseinrichtung in der Verwaltungsregion Central Luzon. Die Universität ist aufgeteilt auf acht Standorte in den Gemeinden Bulacan (Meneses Campus), Bustos (Bustos Campus), Hagonoy (Hagonoy Campus), Malolos City (Main Campus), Pulilan (Pulilan Campus), San Ildefonso (Motessori De San Ildefonso College), San Jose del Monte City (Sarmiento Campus), und ein Standort im Übersee, den International Campus, mit Sitz in Yaumatei, Hongkong. Der Hauptsitz der Universität befindet sich am Hauptcampus in Malolos City.

## Fakultäten
Es gibt 19 Fakultäten, diese sind in Hochschul- und Fachschulbereiche, sowie in der Berufsausbildung in Colleges gegliedert. Zu diesen gehören die Graduate School, College of Law, College of Architecture and Fine Arts, College of Arts and Letters, College of Business Administration, College of Criminal Justice Education, College of Education, College of Engineering, College of Home Economics, College of Industrial Technology, College of Information and Communications Technology, College of Nursing, College of Physical Education, Recreation and Sport, College of Science, College of Social Sciences and Philosophy, Laboratory High School. Insgesamt haben sich 2010 an der Bulacan State University 27.124 Studenten, an den Bildungseinrichtungen auf den Philippinen, eingeschrieben.

## Geschichte
Die Geschichte der Universität begann 1904 als im Gefolge des Act 74 aus dem Jahre 1901, des Department of Education, die mehrstufige Schule gegründet wurde. 1909 wurde diese Schule in San Jose durch die Einrichtung der Bulacan Trade School aufgewertet. Die Schule wurde nach dem Zweiten Weltkrieg in den 1950er Jahren weiter aufgewertet, durch die Einrichtung der Bulacan National Trade School (1953), Bulacan National School of Arts and Trades (1957) und Bulacan School of Arts and Trades (1960). 1965 wurden diese Bildungseinrichtungen zusammengeführt in der Bulacan College of Arts and Trades, diese bot vier-jahres Studiengänge für eine pädagogische Ausbildung in der gewerbliche Ausbildung. 1993 wurde das College durch den Republic Act 7665 umgewandelt in die Bulacan State University.

## Abbildungen

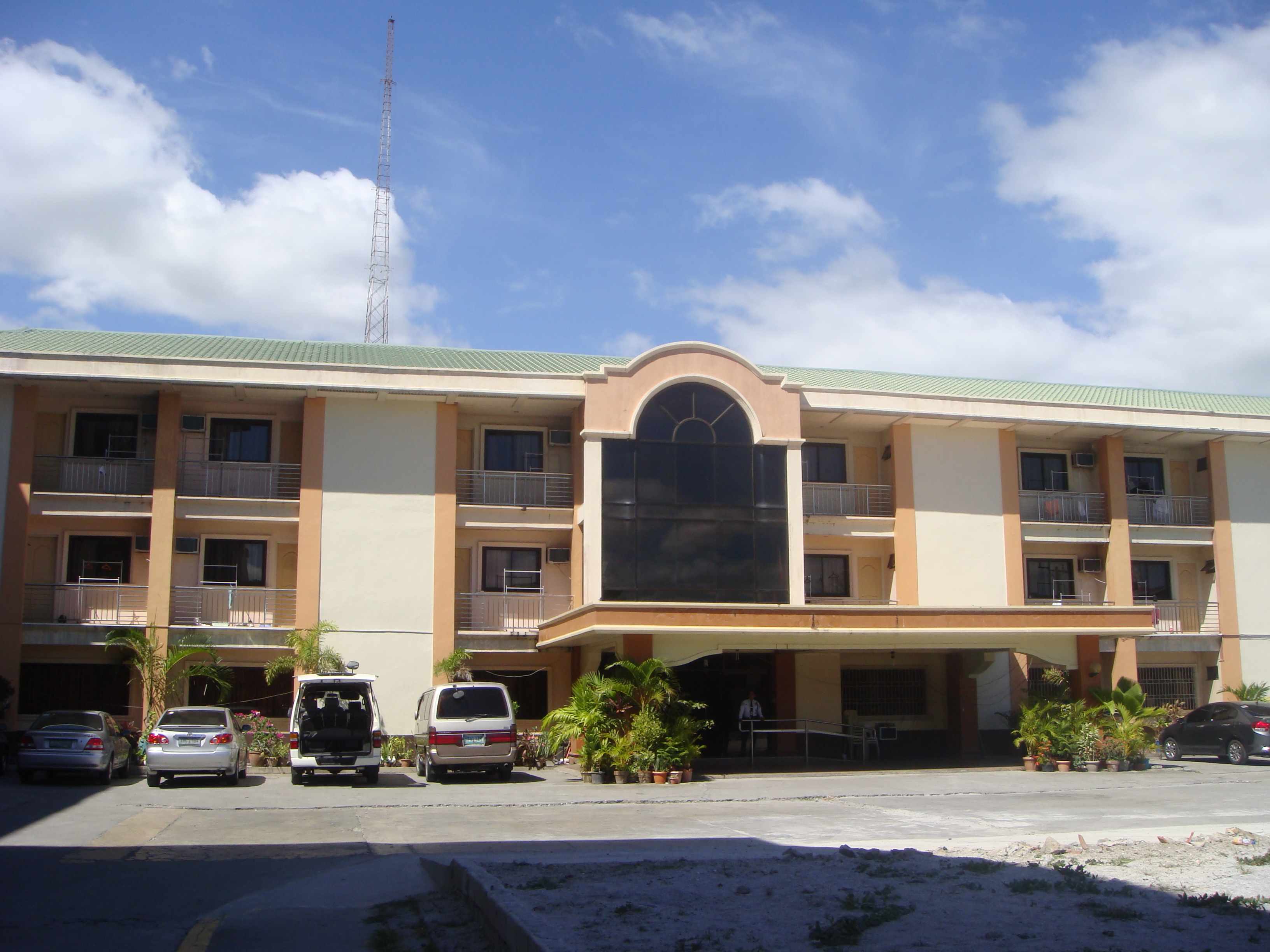
Bulacan State University Hostel
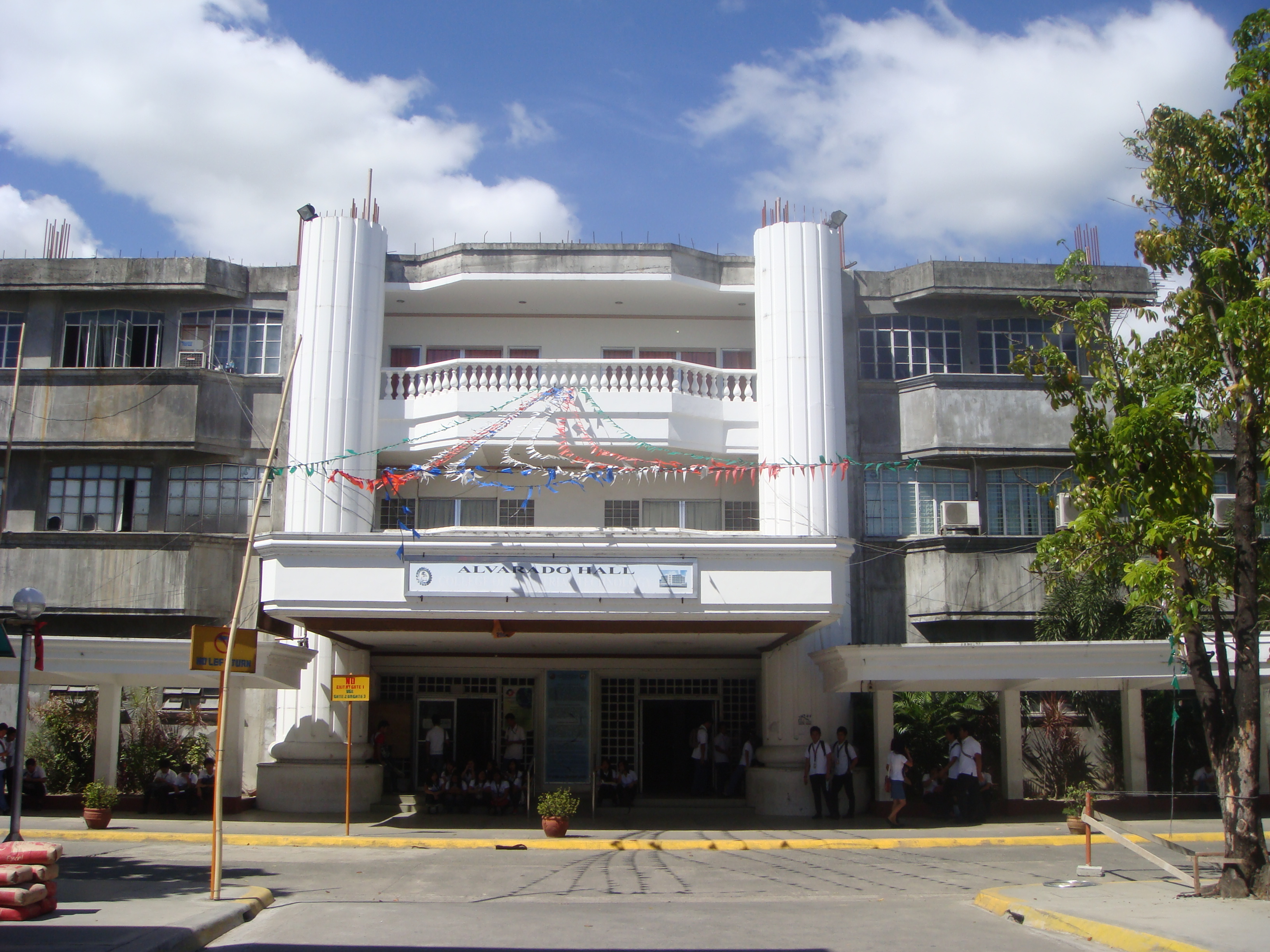
Alvarado Hall
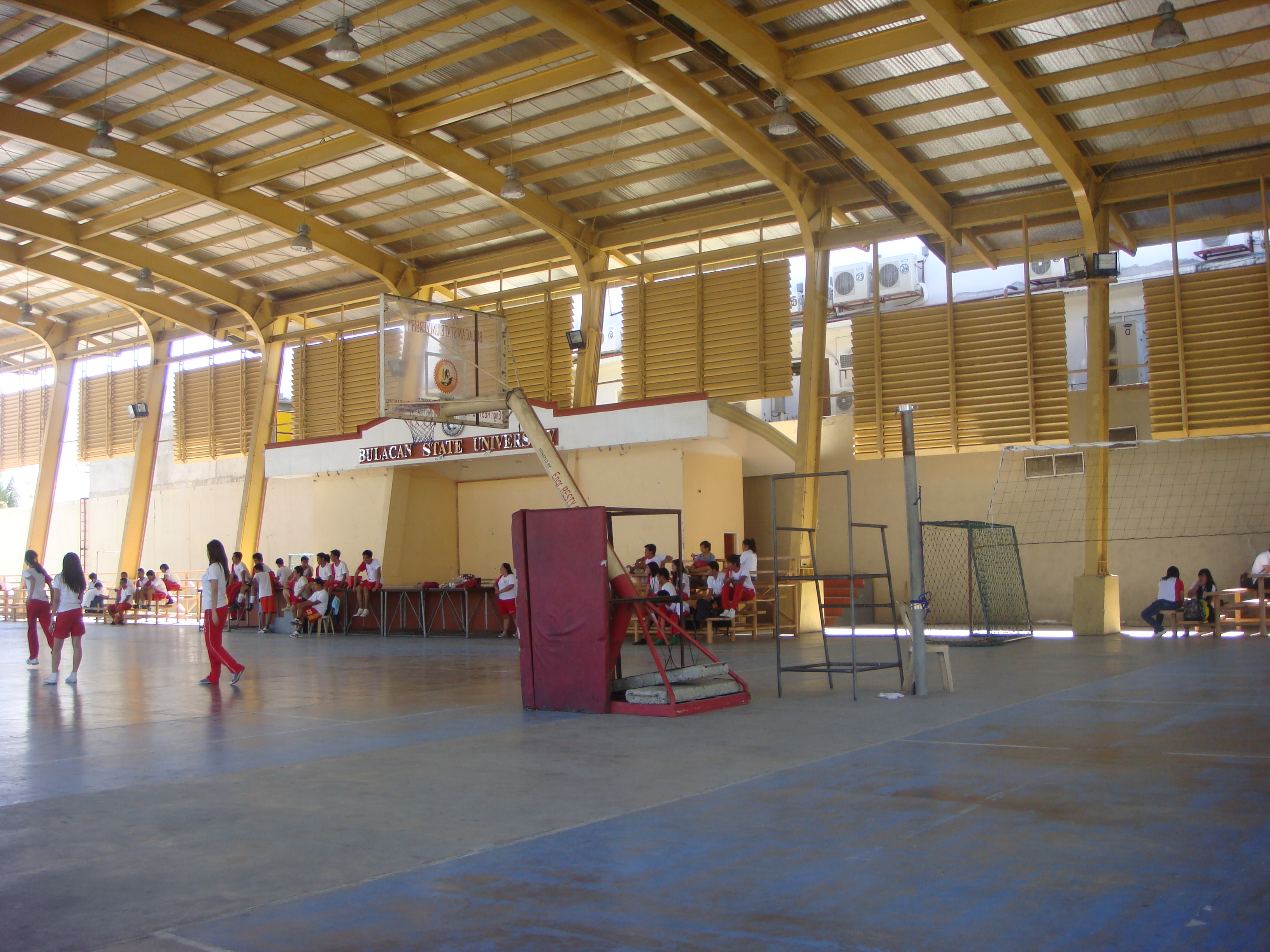
BSU covered courts (College of Physical Education, Recreation and Sport)
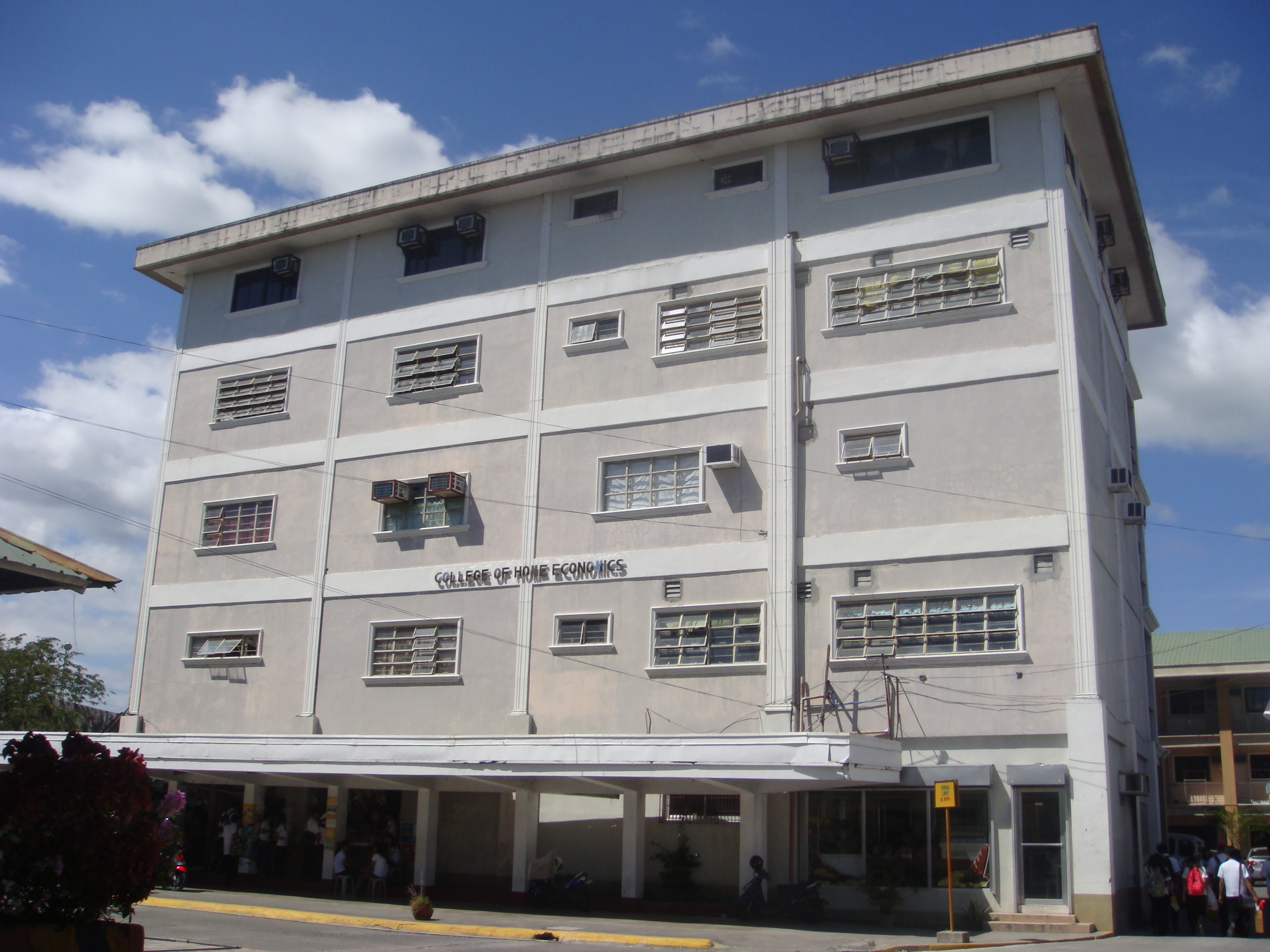
College of Home Economics
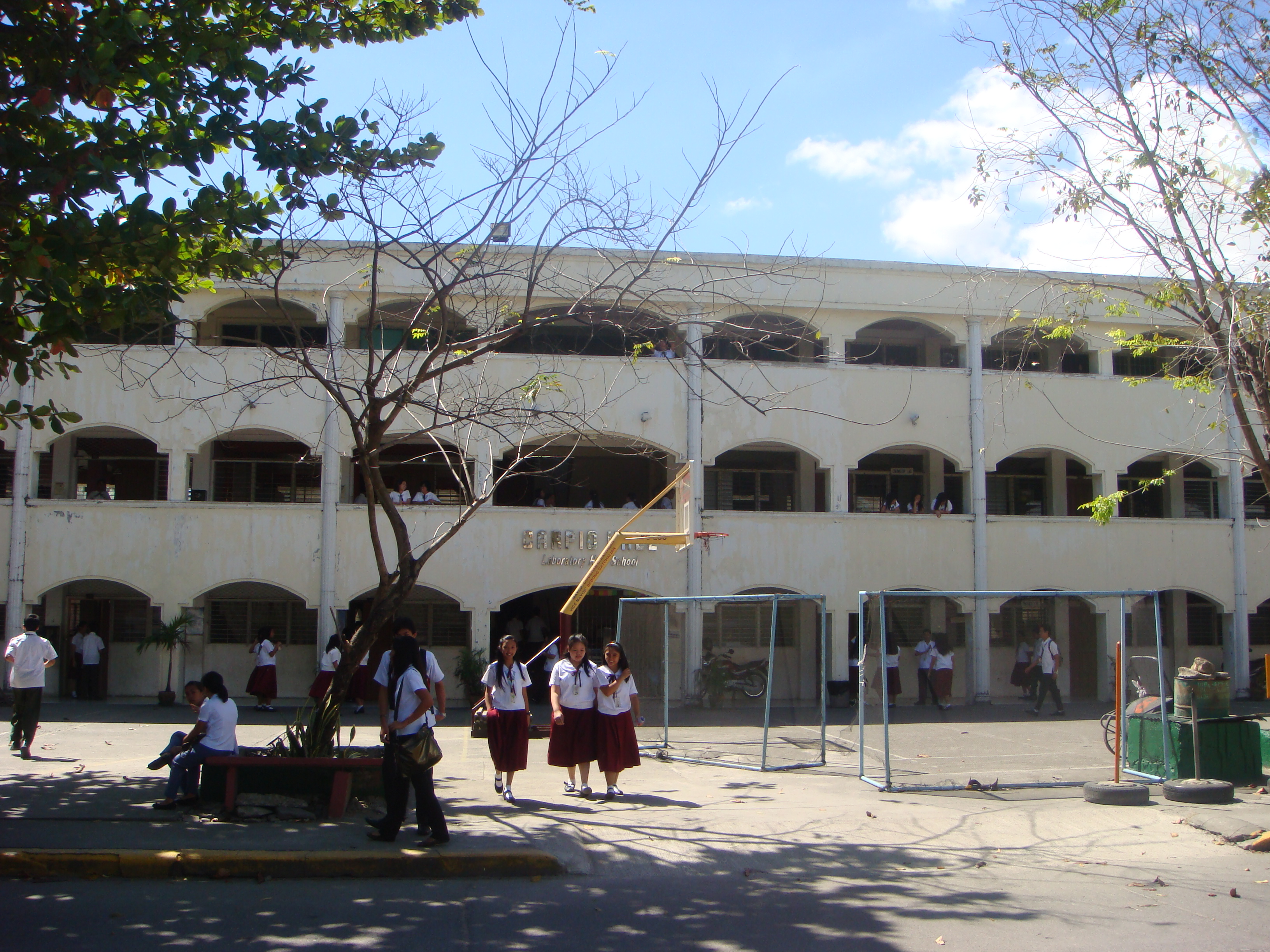
Carpio Hall (Laboratory High School)
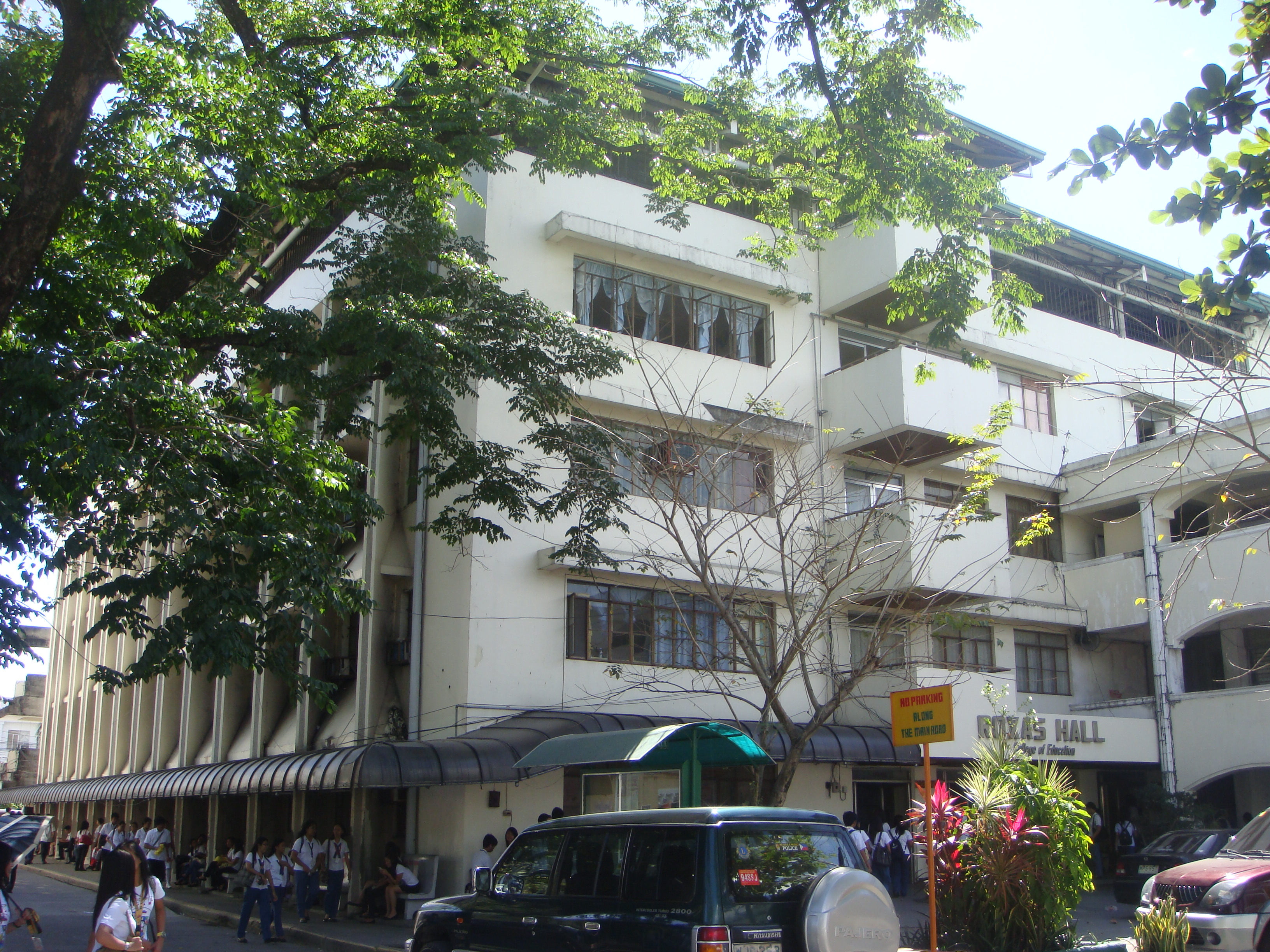
Roxas Hall, College of Education
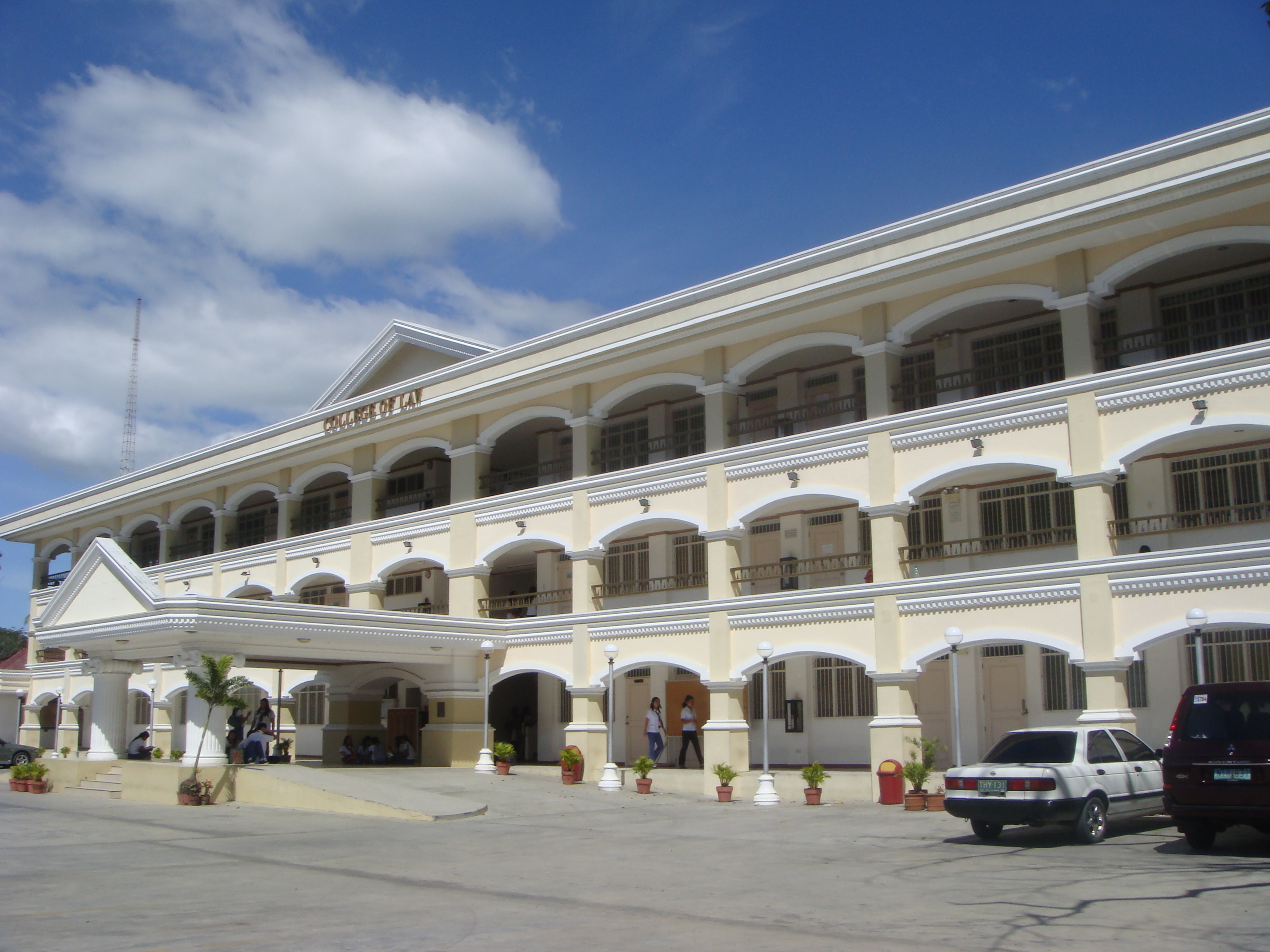
College of Law
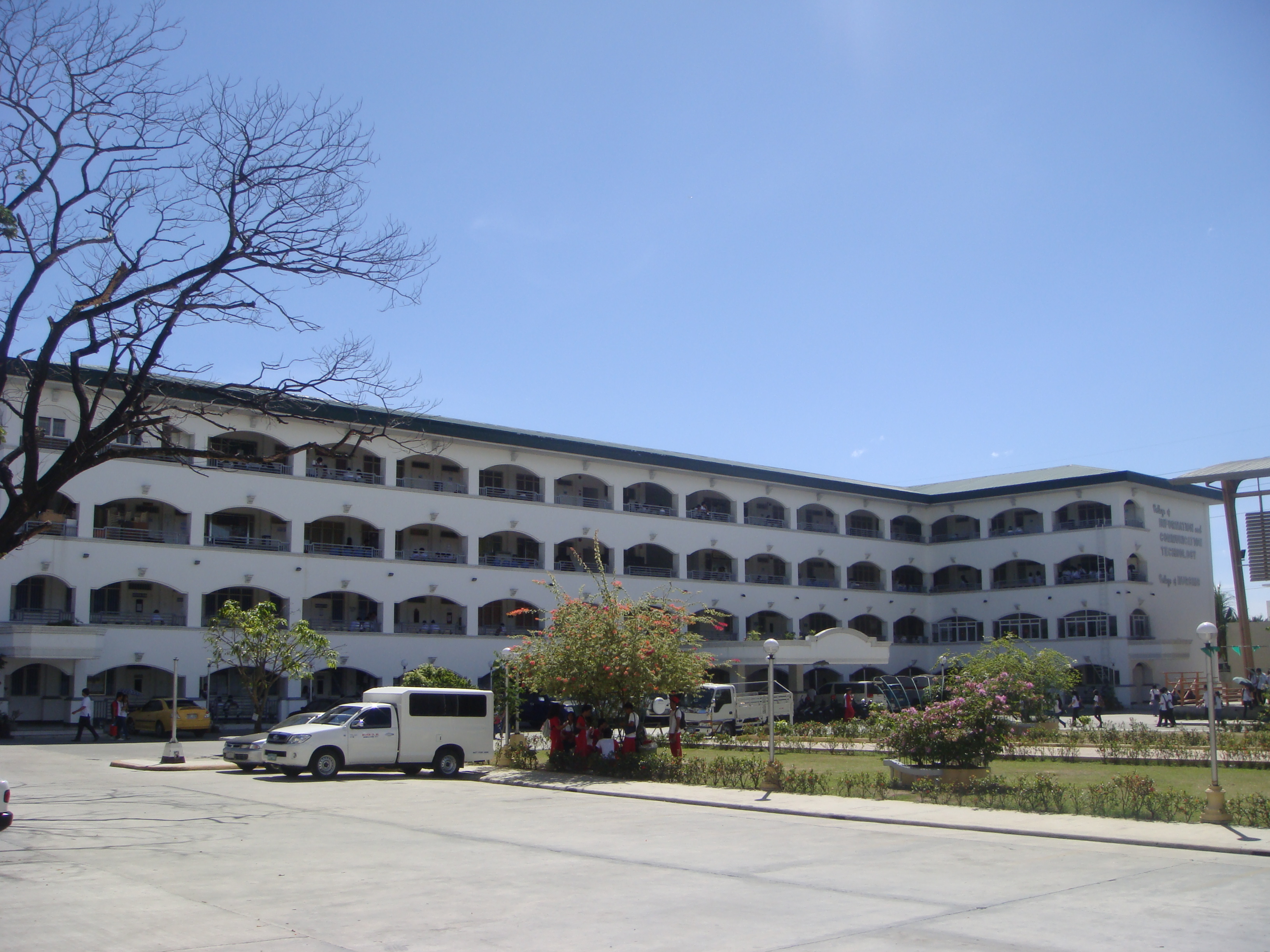
College of Information and Communications Technology
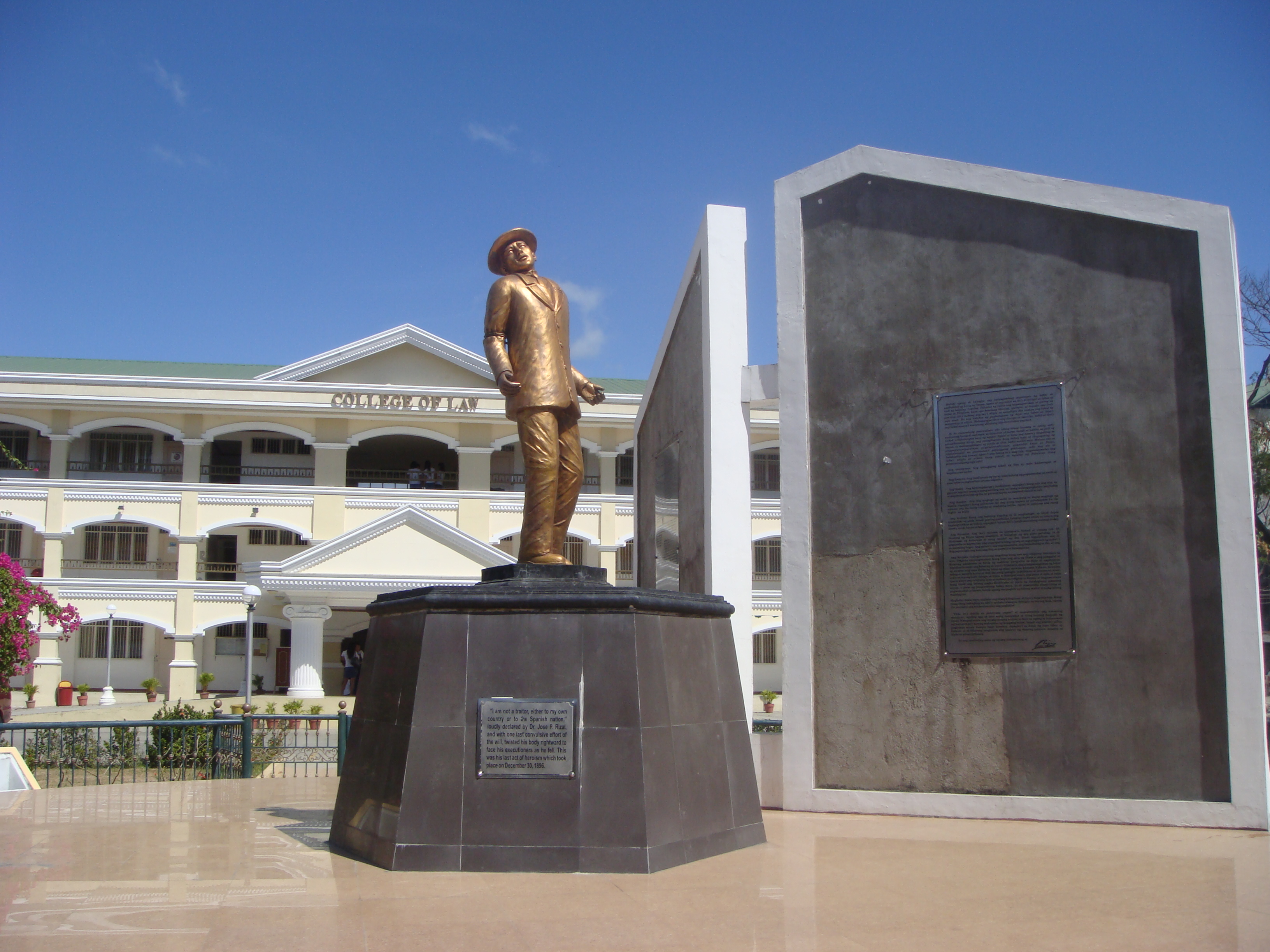
Der Mini José Rizal Park, auf dem Campus
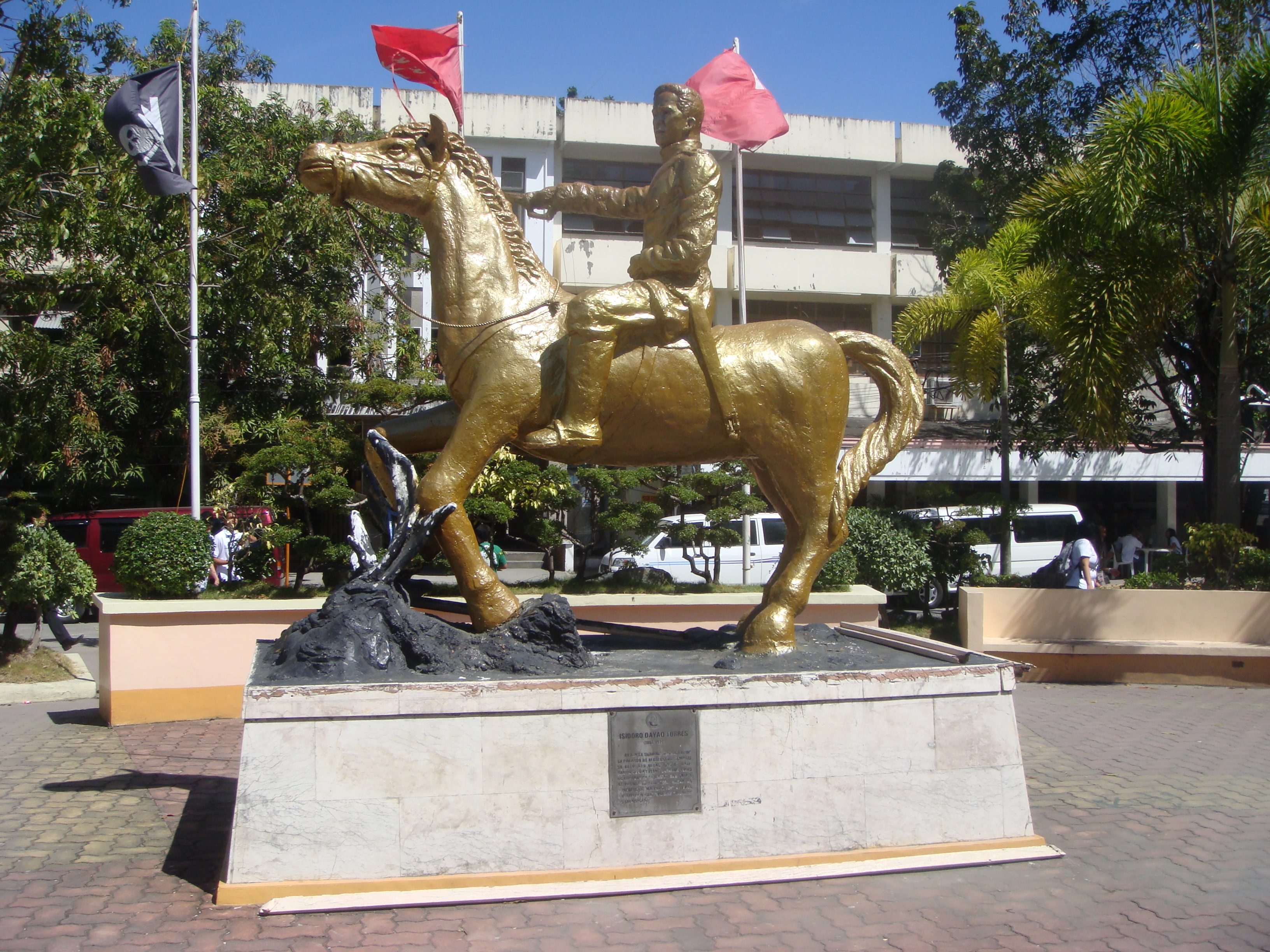
Isidoro Dayao Torres, (1860–1928), Revolutionäre Führer Isidoro Dayao Torres
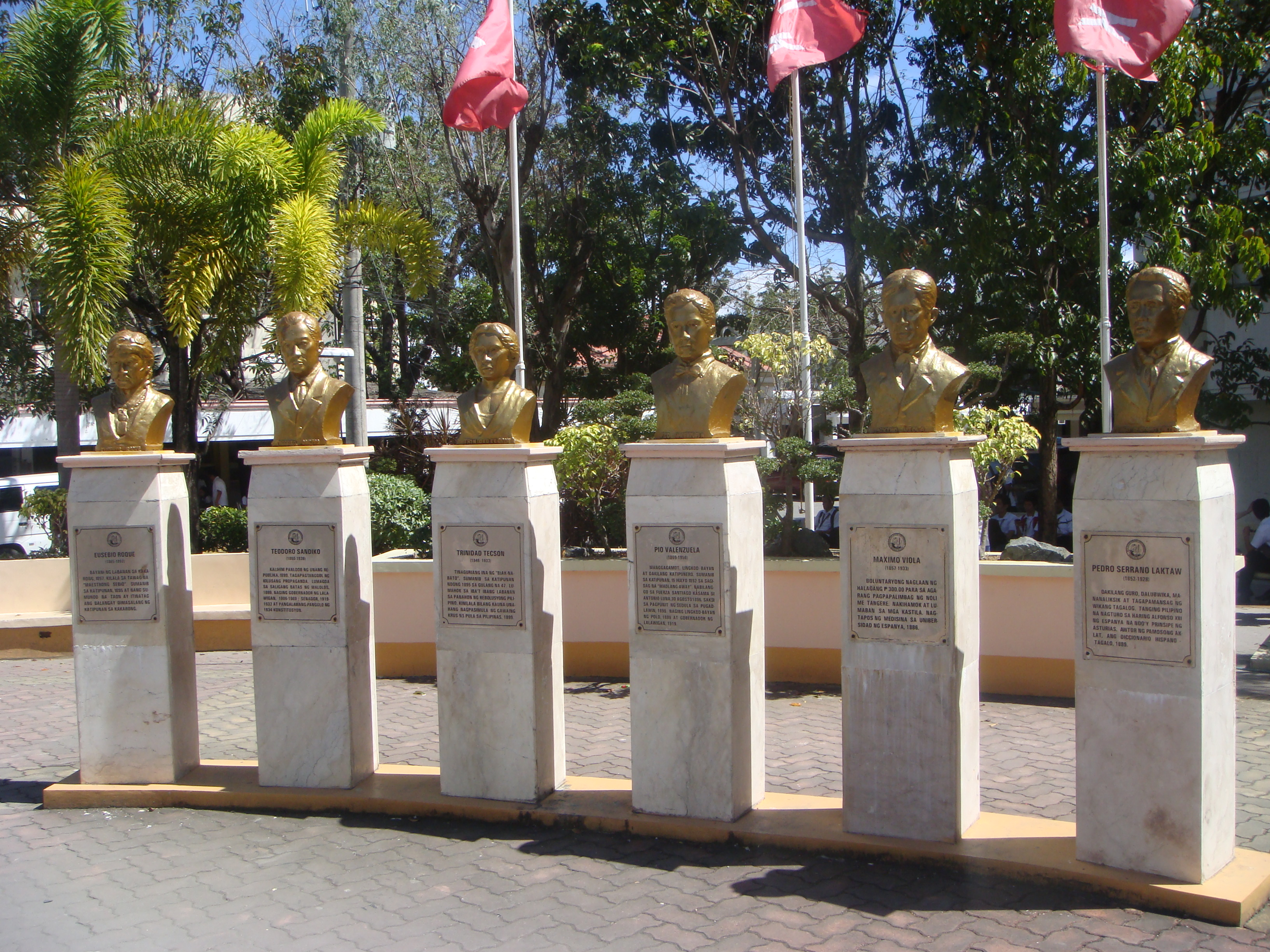
Bulakeno national heroes auf dem Campus
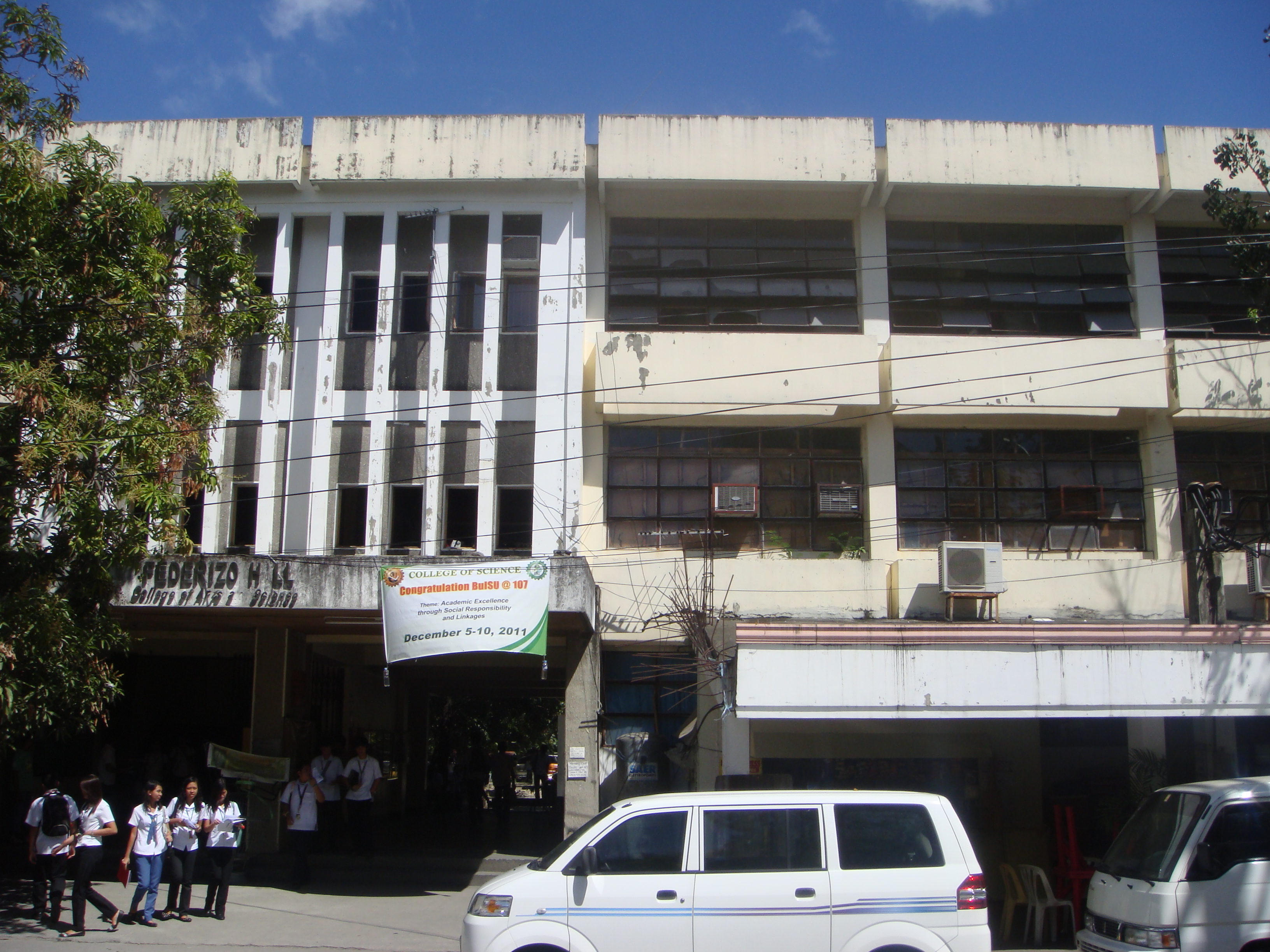
Federizo Hall, College of Arts and Sciences
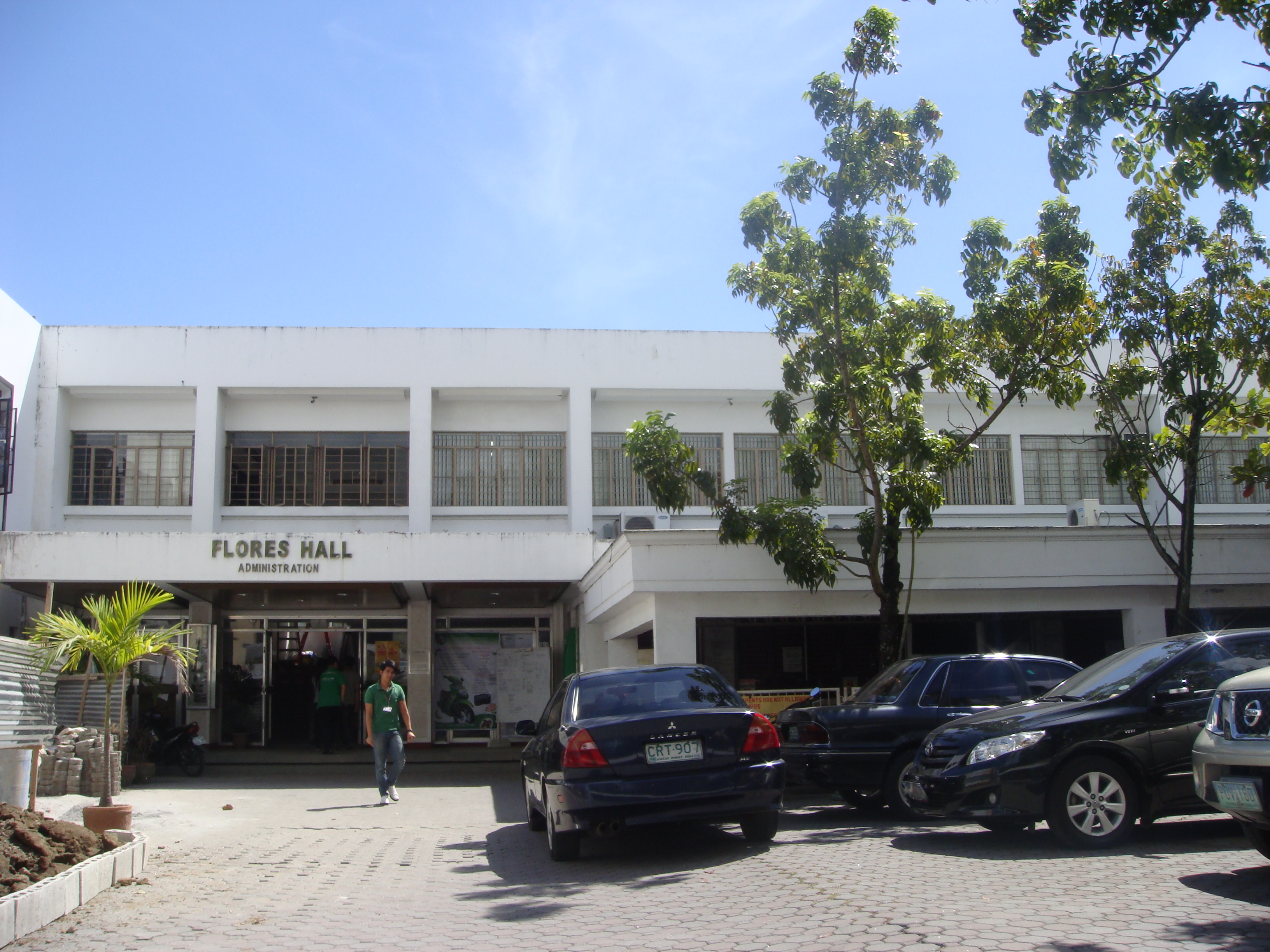
Flores Hall
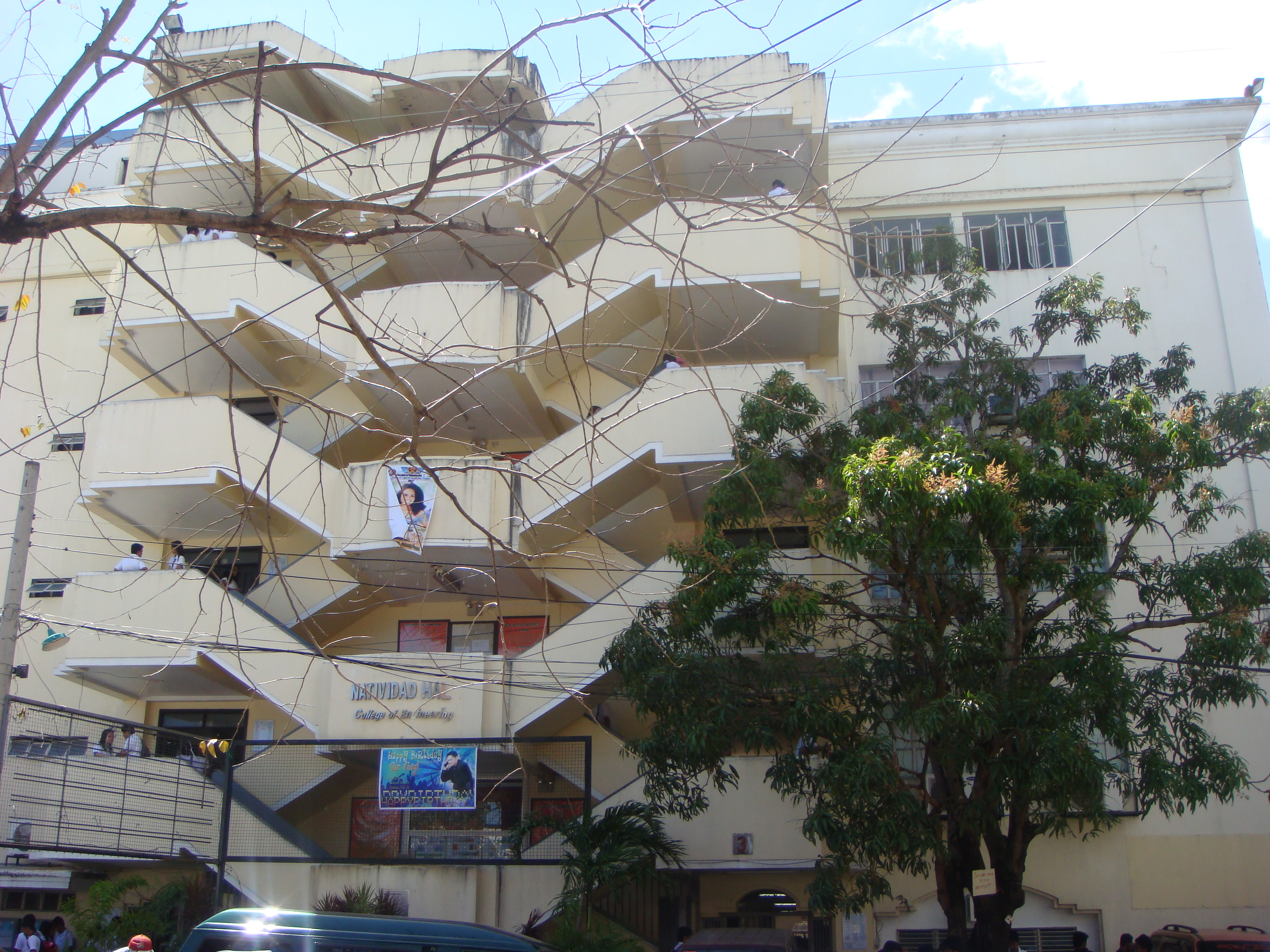
Natividad Hall, College of Engineering